# Protekdikos

Protekdikos-ul a fost un funcționar superior al Bisericii Ortodoxe bizantine care se ocupa cu administrarea afacerilor judiciare.
Funcția de protekdikos a fost înființată în secolul al XII-lea. A fost introdusă, potrivit teologului canonist Teodor Balsamon, de patriarhul Gheorghe al II-lea Xiphilinos în timpul domniei împăratului bizantin Isaac al II-lea Angelos (1185-1195), crescând astfel numărul arhonților patriarhali de la cinci la șase. Protekdikos-ul prezida Tribunalul bisericesc ekdikeion, care lua hotărâri cu privire la afacerile externe ale Bisericii, la acordarea dreptului de adăpost în cadrul Bisericii „Sfânta Sofia” și la eliberarea sclavilor.

## Notă explicativă
1. ↑  Lexicon ecclesiasticum latino-hispanicum îi desemnează pe acești funcționari cu titulatura de Exocatacœli.